# Daphnis (mythologie)

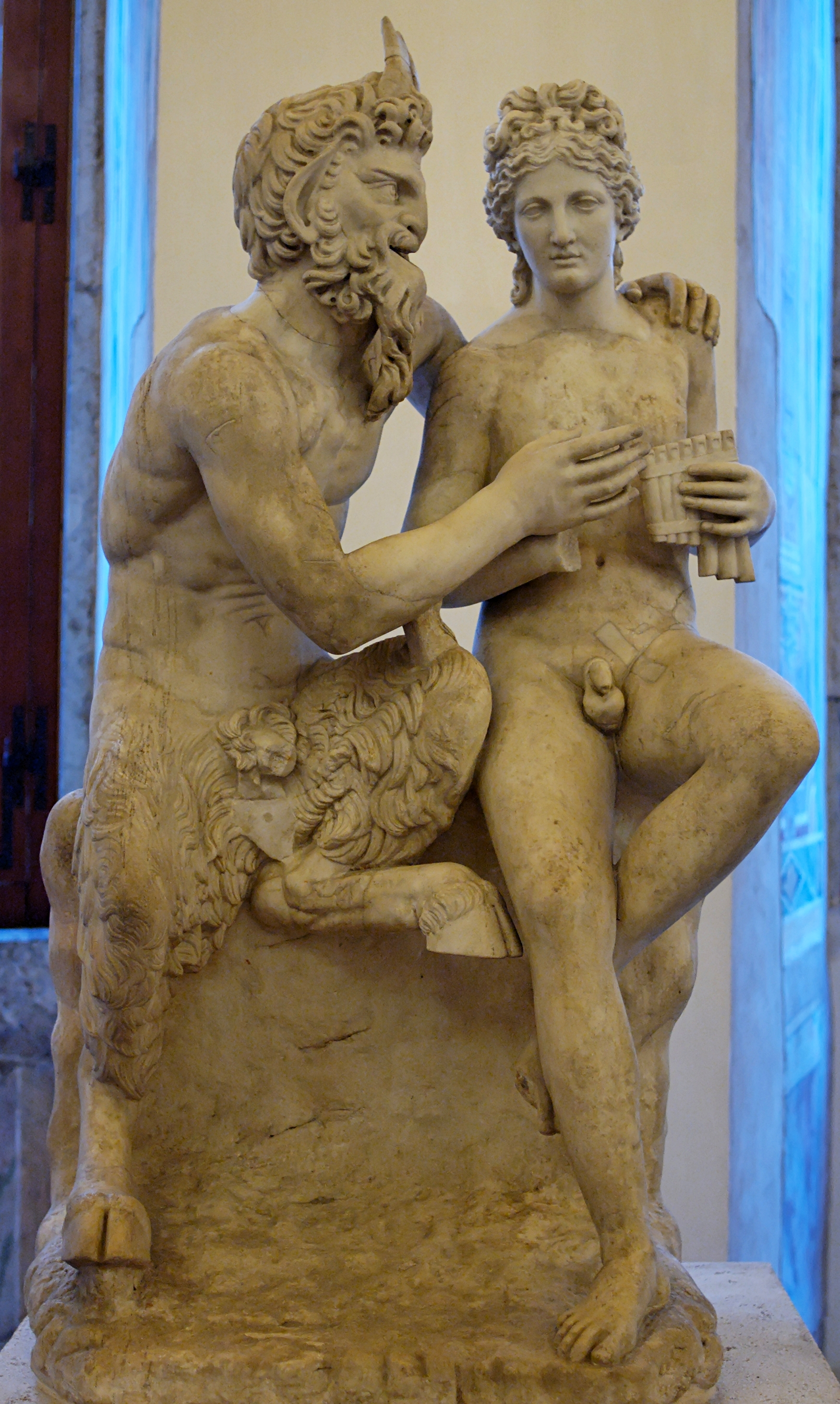
Beeldhouwwerk van Pan terwijl hij Daphnis op de fluit leerde spelen. Romeinse kopie naar een hellenistisch origineel van Heliodoros van Rhodos (Palazzo Altemps, Rome, Inv. 8571).

Daphnis (Gr. Δάφνις) is een figuur uit de Griekse mythologie. Hij is een Siciliaanse herder en de zoon van Hermes. Daphnis groeide op tussen de bosnimfen in de bergen van Sicilië. Hij wordt beschouwd als de grondlegger van de bucolische poëzie. Hij stond erg in de gunst van Apollo, Artemis en Pan, die hem zijn panfluit gaf.
Volgens de grote dichter Ovidius werd Daphnis het slachtoffer van een liefdesdrama. Hij werd versteend door een jaloerse nimf nadat hij de liefde had bedreven met een vrouw.
Er bestonden verscheidene varianten op het verhaal over de 'liefdesavonturen' van Daphnis met 'gewone' vrouwen en nimfen. Er werd een gedicht aan zijn dood gewijd door de dichter Vergilius. Daarin wordt hij voorgesteld als een Dionysusachtige figuur, die de mensen de thyrsusstaven leerde versieren en die tijgers voor zijn wagen spande. Mensen, dieren, nimfen en goden treurden in dit gedicht om de dood van Daphnis, maar de rouw duurde niet lang, want al spoedig werd de herder vergoddelijkt.

## Referentie
- T.T. Kroon, art. Daphnis, in T.T. Kroon, Mythologisch Woordenboek, 's Gravenhage, 1875.